# یوهان آرنت

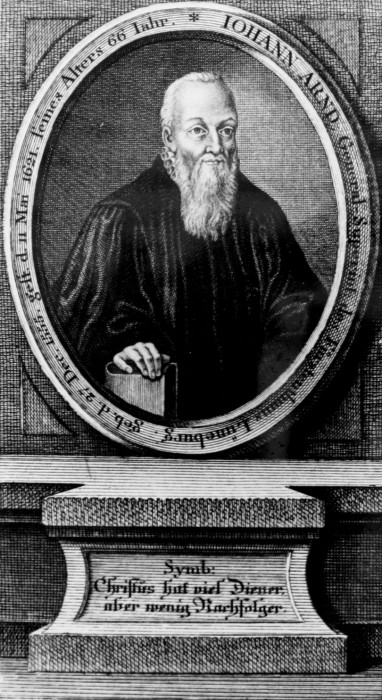
یوهان آرنت

یوهان آرنت یا آرند؛ (زاده ۲۷ دسامبر ۱۵۵۵ - فوت ۱۱ مه ۱۶۲۱) یک الهی دان لوتری آلمانی بود که چندین کتاب تأثیرگذار در مسائل عبادی مسیحیت نوشت. اگر چه او منعکس کننده دوره ارتدوکس لوتری است، ولی او را پیشرو دین پرستی می دانند، جنبشی در درون دین لوتری که در اواخر قرن هفدهم قوت گرفت.